# Arroio Cavalhada
O Arroio Cavalhada é um arroio localizado dentro da cidade de Porto Alegre, capital do estado brasileiro do Rio Grande do Sul.
Sua bacia hidrográfica possui uma área aproximada de 24 km² e tem como afluentes os arroios Passo Fundo, Teresópolis e Manresa, desembocando no Lago Guaíba.

## História
No século XVIII, durante a colonização de Porto Alegre, o arroio Cavalhada servia como limite entre as sesmarias de Sebastião Francisco Chaves e Dionísio Rodrigues Mendes.

## Projetos de despoluição
Atualmente, o arroio encontra-se bastante poluído em função da urbanização mal planejada e consequente despejo de esgoto in natura em suas águas.
Em 2020, anunciou-se que um projeto de reassentamento de moradores vivendo às margens do arroio, em situação de vulnerabilidade social, recebeu recursos do Programa "Pró Moradia" do governo federal, na ordem de R$ 67,4 milhões. A ideia do projeto é construir três grandes empreendimentos habitacionais nos bairros Camaquã e Cristal, com 540 unidades ao total, para dar moradia digna a cerca de 2.160 pessoas oriundas das comunidades vilas Icaraí I, Nossa Senhora das Graças e Ângelo Corso. Como consequência, haverá a revitalização e despoluição das margens do arroio Cavalhada. As obras iniciarão em maio de 2021 e tem fim previsto para julho de 2023.

## Galeria

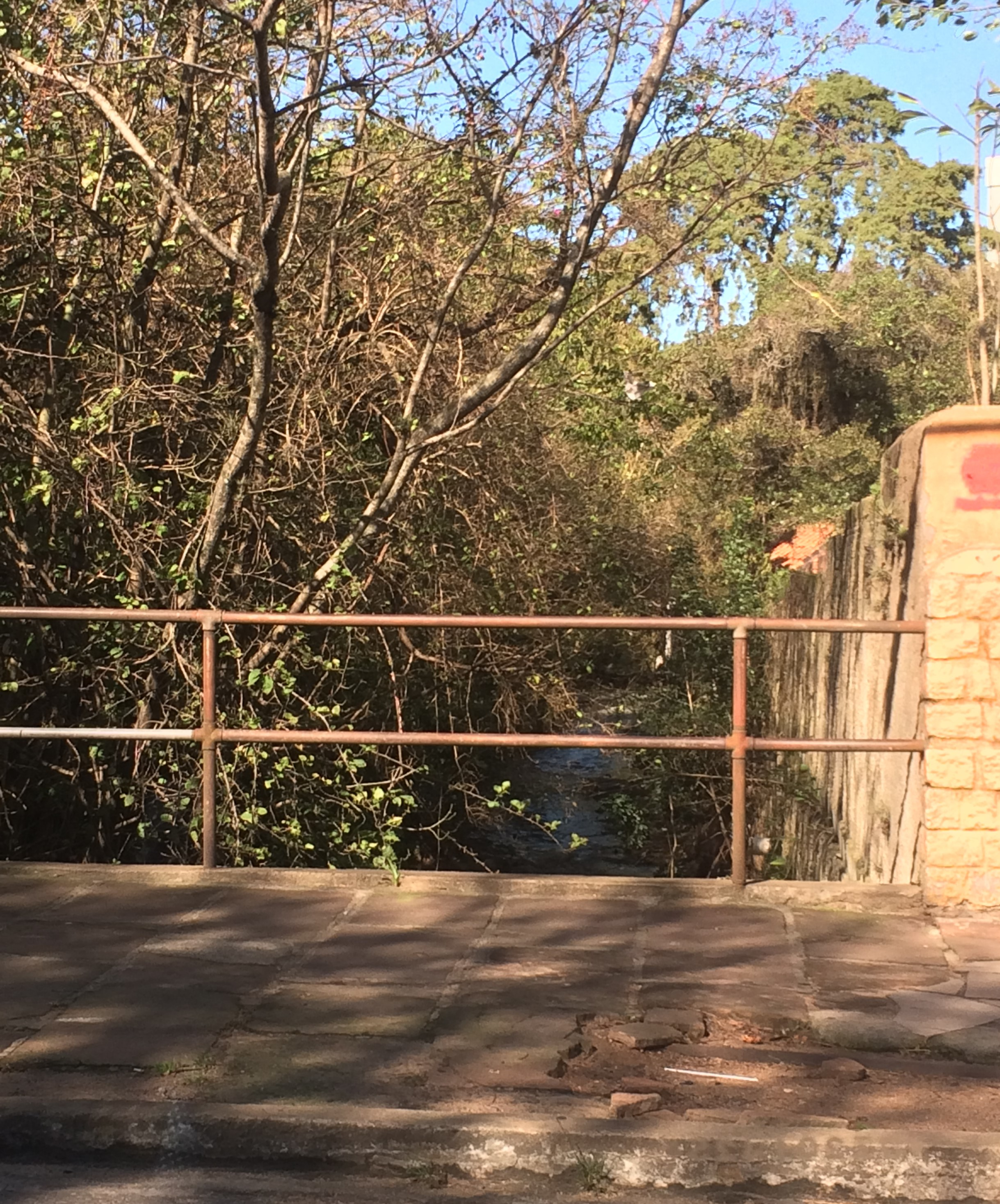
Trecho canalizado do Arroio na Avenida Cavalhada, em Porto Alegre.